# Ugo Pagallo
Ugo Pagallo (4 gennaio 1961) è un giurista e filosofo del diritto italiano.

## Biografia
Titolare delle cattedre di filosofia del diritto e di informatica giuridica presso il Dipartimento di Giurisprudenza dell'Università degli Studi di Torino, è professore ordinario dal 2000. La sua attività accademica ha prima investito temi e autori classici della filosofia del diritto, per concentrarsi in seguito sui rapporti tra diritto, complessità e tecnologia, che costituiscono il suo ambito di specializzazione.
Il carattere innovativo della sua proposta filosofica sul rapporto tra diritto e tecnologia si manifesta attraverso l'introduzione in Italia della teoria giuridica della complessità e con vari contributi in materia di filosofia digitale, robotica e intelligenza artificiale. In questa materia, ha approfondito ad esempio le diverse sfaccettature giuridiche del web scraping, utilizzato anche per il training dei Large Language Models su cui si fondano gli strumenti di intelligenza artificiale generativa. L'interdisciplinarità della sua ricerca scientifica lo ha portato a collaborare con eminenti matematici, come lo statunitense Gregory J. Chaitin e l'italiano Gabriele Lolli.
È coautore dell'Onlife Manifesto, promosso dal filosofo Luciano Floridi, una riflessione sulla progressiva convergenza tra vita offline e online, il quale è legato alla Onlife Initiative, progetto (finanziato dalla Commissione europea) per lo studio della diffusione delle tecnologie della società dell'informazione e della comunicazione e dei suoi effetti sulla condizione umana.
Con Pompeu Casanovas e Robert Madelin, Ugo Pagallo ha proposto il Middle-out approach, un nuovo approccio ai modelli di governance ispirato al dibattito sulla governance dell'intelligenza artificiale e del web.
Presso la Keio University di Tokyo, Giappone, nel maggio 2018 ha presentato l'edizione giapponese di The Laws of Robots (2014, Springer), opera tradotta anche in cinese, che costituisce la sintesi della sua ricerca nell'ambito della robotica.
È tra i fondatori di alcune tra le principali conferenze in materia di intelligenza artificiale in Europa, cui ha più volte preso parte in qualità di keynote speaker, come IJCAI (International Joint Conferences on Artificial Intelligence, 2017), ECAI (European Conference on Artificial Intelligence, 2016), ICAIL (International Conference on Artificial Intelligence and Law, 2015) e Jurix (International Conference on Legal Knowledge and Information Systems, 2015).
È autore di quattordici monografie, curatore di volumi collettanei e autore di oltre cento pubblicazioni in prestigiose riviste internazionali, ideatore ed editore della collana Digitalica presso Giappichelli. Con Eleonora Bassi, dirige la collana Tecnologie emergenti e diritto presso Mimesis.

## Opere (selezione)
- Introduzione alla filosofia digitale. Da Leibniz a Chaitin (2005, Giappichelli)
- Teoria giuridica della complessità (2006, Giappichelli)
- The Laws of Robots: crimes, contracts and torts (2013, Springer)
- Il diritto nell'età dell'informazione: Il riposizionamento tecnologico degli ordinamenti giuridici tra complessità sociale, lotta per il potere e tutela dei diritti (2014, Giappichelli)
- Leibniz. Una breve biografia intellettuale (2016, Cedam)
- Advanced introduction to law and artificial intelligence (2020, Elgar)
- Il dovere alla salute. Sul rischio di sottoutilizzo dell'intelligenza artificiale in ambito sanitario (2022, Mimesis)